# Нива-2 (футбольный клуб, Винница)
«Ни́ва-2» (укр. «Ни́ва-2») — украинский футбольный клуб из Винницы. Фарм-клуб винницкой «Нивы». Был основан в 1965 года для участия в турнире дублёров второй группы класса «А» чемпионата СССР. Два раза принимала участие во Второй лиге Украины: в сезоне 1999/2000 команда заняла последнее место в группе «А» и потеряла профессиональный статус, а в сезоне 2005/2006 снялась с соревнований в группе «Б» после первого тура.

## Названия
- 1960-е — «Локомотив-д»
- 1999—2006 — «Ни́ва»
- 2005—2009 — «Ни́ва-2»

## История
Команда была создана в 1965 году под названием «Локомотив-д» для выступлений в турнирах дублеров. С выходом в сезоне 1964 винницкой «Нивы» (которая тогда носила название «Локомотив») во вторую группу класса «А» (второй по силе лиги) возникла потребность создать вторую команду, поскольку в то время во второй группе класса «А» наряду с турнирами для основных составов проводились также соревнования среди дублёров. Дебют «Локомотива-д» состоялся в сезоне 1965 года, команда заняла 6 место из 16 команд своей подгруппы. Этот результат стал лучшим достижением команды в советские времена: в 1966-1968 годах винничане занимали места в нижней части турнирной таблицы. В сезоне 1969 года турнир дублеров проводился только в первой группе класса «А» (высшей лиге), а «Локомотив-д» прекратил выступления в национальных соревнованиях.
С обретением Украиной независимости «Нива» снова псоздала вторую команду. Сначала фарм-клубом был винницкий «Химик», выступавший под названием «Химик-Нива-2», а впоследствии им стала «Нива» (Бершадь).
Впервые о создании собственного фарм-клуба руководство «Нивы» заявило в конце 1998 года, когда было решило сформировать четкую структуру «ДЮСШ — интернат — фарм-клуб — основная команда». В апреле 1999 года «Нива» сменила название на ФК «Винница», и уже летом фарм-клуб был заявлен во вторую лигу под названием «Нива». Тренером новой команды стал Юрий Ковба.
На профессиональном уровне «Нива» дебютировала 2 августа 1999 года в выездном матче против «Буковины» (поражение 1:0), а в следующем туре команда добыла первое очко (8 августа, домашняя ничья 0:0 в матче против «Цементника-Хорды» из Николаева на Львовщине). Еще через неделю, 14 августа, винничане забили первый гол (Владимир Сизончик, выездное поражение 4:1 от «Газовика»), а в четвертом туре «Нива» одержала первую победу (22 августа, домашняя победа 2:0 над «Динамо-3»). 18 августа команда должна была стартовать в 1/32 финала Кубка Второй лиги, однако ровенский «Верес» не явился на матч, и «Нива» автоматически прошла в следующий раунд. В 1/16 финала винничане прекратили борьбу, уступив «Бумажнику» (0:0 дома и 2:1 на выезде). По итогам сезона «Нива» выиграла лишь в трех матчах второй лиги, набрала 16 очков в 30 матчах чемпионата и заняла последнее место в группе «А», потеряв профессиональный статус.
В 2005 году команда вновь появилась на профессиональном уровне: летом команда под названием «Нива-2» была заявлена во Вторую лигу (группа «Б»). Однако тем-же летом основная команда «Нивы» прекратила участие в соревнованиях из-за трудного финансового положения, а ее место занял «Бершадь». Однако «Нива-2» так и не была сформирована и существовала только на бумаге. Формально «Нива-2» провела один матч — 6 августа 2005 на выезде против криворожского «Горняка» — на который винницкая команда не вилась и получили техническое поражение. После первого тура руководство ФК «Бершадь», который занял место «Нивы» во Первой лиге, обратилось с просьбой о снятии «Нивы-2» с соревнований, что и было сделано. Результат единого матча «Нивы-2» был аннулирован.
С возвращением «Нивы» на профессиональный уровень была восстановлена и вторая команда, которая стала выступать в чемпионате области. В сезоне 2008/2009 «Нива-2» заняла место команды «Нива-Свитанок» в высшей лиге чемпионата области. Впрочем, команда, которую возглавлял Олег Шумовицкий, выступила неудачно, заняв последнее, 18-е, место. По итогам сезона «Нива-2» прекратила свое существование, а новым фарм-клубом «Нивы» стал «КФКС-Нива-2».

## Стадионы
На профессиональном уровне команда проводила домашние матчи на трех стадионах: Центральном городском, Городского парка и «Химике».
Команда начала выступления летом 1999 года на стадионе Центрального парка культуры и отдыха (2076 мест), на котором провела 5 матчей чемпионата и матч Кубка Второй лиги. Средняя посещаемость матчей на этом стадионе составила 1050 зрителей. Последние матчи каждого из кругов (последний матч первого круга в ноябре и два последних матча первого круга в июне) прошли на стадионе «Химик», средняя посещаемость на котором составляла 267 зрителей. Остальные 7 матчей чемпионата (в частности, и всю весеннюю часть) команда сыграла на Центральном городском стадионе (24 000 мест) — домашнем стадионе винницкой «Нивы» (в 1999-2003 годах носила название ФК «Винница»).

## Статистика

### СССР
| Сезон | Дивизион                         | Место    | И   | В  | Н  | П | М     | О  |
| ----- | -------------------------------- | -------- | --- | -- | -- | - | ----- | -- |
| 1965  | Дублёры, 2 гр. кл. А 1 подгруппа | 6 з 16   | 30  | 12 | 10 | 8 | 30−26 | 34 |
| 1966  | Дублёры, 2 гр. кл. А 2 подгруппа | 11 з 18  | 34  | ?  | ?  | ? | ?−?   | ?  |
| 1967  | Дублёры, 2 гр. кл. А 2 подгруппа | 16 з 20  | 38  | ?  | ?  | ? | ?−?   | ?  |
| 1968  | Дублёры, 2 гр. кл. А 1 подгруппа | 13 з 21  | 40  | ?  | ?  | ? | ?−?   | ?  |
| Всего | Дублёры                          | 4 сезона | 142 | 12 | 10 | 8 | 30−26 | 34 |

### Украина
| Сезон     | Чемпионат       | Чемпионат | Чемпионат | Чемпионат | Чемпионат | Чемпионат | Чемпионат | Чемпионат | Примечание                                                                |
| Сезон     | Лига            | Место     | И         | В         | Н         | П         | М         | О         | Примечание                                                                |
| --------- | --------------- | --------- | --------- | --------- | --------- | --------- | --------- | --------- | ------------------------------------------------------------------------- |
| 1999/2000 | Вторая Группа А | 16 з 16   | 30        | 3         | 7         | 20        | 22−66     | 16        |                                                                           |
| 2005/06   | Вторая Группа А | 16 з 16   | 0         | 0         | 0         | 0         | 0−0       | 0         | Снята с соревнований после 1-го тура, результаты всех матчей аннулированы |
| Всего     | Вторая          | 2 сезона  | 30        | 3         | 7         | 20        | 22−66     | 16        |                                                                           |

## Игроки на профессиональном уровне
| №             | ФИО                             | Дата рождения    | Страна  |
| Вратари       | Вратари                         | Вратари          | Вратари |
| ------------- | ------------------------------- | ---------------- | ------- |
| 1             | Мельничук Дмитрий Владимирович  | 4 мая 1981       | Украина |
| 1             | Шумовицкий Олег Сергеевич       | 21 мая 1964      | Украина |
| 1             | Гайдаржи Александр Захариевич   | 27 сентября 1981 | Украина |
| 12            | Головатый Олег Иванович         | 16 апреля 1979   | Украина |
| Защитники     |                                 |                  |         |
| 2             | Матюк Сергей Александрович      | 17 сентября 1979 | Украина |
| 2             | Сизончик Владимир Владимирович  | 1 января 1981    | Украина |
| 2             | Ивашко Денис Петрович           | 30 марта 1979    | Украина |
| 2             | Леонидов Юрий Анатольевич       | 7 марта 1978     | Украина |
| 3             | Коваль Игорь Фёдорович          | 9 октября 1973   | Украина |
| 3             | Подвальный Сергей Васильевич    | 30 марта 1978    | Украина |
| 4             | Шыкир Полег Анатольевич         | 20 августа 1971  | Украина |
| 5             | Анисим Пётр Петрович            | 31 января 1977   | Украина |
| 15            | Гайдай Виталий Петрович         | 5 апреля 1981    | Украина |
| 15            | Оржеховский Павел Викторович    | 12 марта 1981    | Украина |
| 16            | Яремко Владимир Николаевич      | 27 октября 1972  | Украина |
| 17            | Войтенко Сергей Михайлович      | 23 февраля 1978  | Украина |
| Полузащитники |                                 |                  |         |
| 6             | Ляхович Игорь Анатольевич       | 22 мая 1978      | Украина |
| 7             | Веретинский Игорь Анатольевич   | 6 августа 1978   | Украина |
| 7             | Трапля Александр Викторович     | 20 мая 1981      | Украина |
| 8             | Троян Владимир Владимирович     | 31 октября 1981  | Украина |
| 9             | Гамарник Тарас Михайлович       | 6 февраля 1973   | Украина |
| 10            | Алиферц Павел Геннадьевич       | 14 июля 1980     | Украина |
| 10            | Вишталюк Валентин Юрьевич       | 23 июля 1978     | Украина |
| 13            | Ямнич Руслан Васильевич         | 15 мая 1979      | Украина |
| 14            | Трамсюк Евгений Викторович      | 11 июля 1981     | Украина |
| 14            | Бабик Виталий Витальевич        | 14 августа 1980  | Украина |
| 15            | Бузила Артур Гаврилович         | 23 июля 1982     | Украина |
| 16            | Телефус Александр Александрович | 18 марта 1983    | Украина |
| 17            | Исаченко Константин Геннадьевич | 10 января 1983   | Украина |
| Нападающие    |                                 |                  |         |
| 9             | Быковский Владимир Витальевич   | 3 апреля 1979    | Украина |
| 9             | Пранман Павел Викторович        | 16 марта 1978    | Украина |
| 10            | Ковалишен Александр Васильевич  | 6 августа 1974   | Украина |
| 10            | Панченко Сергей Васильевич      | 13 августа 1977  | Украина |
| 11            | Веретинский Олег Анатольевич    | 9 апреля 1981    | Украина |
| 14            | Лебидь Александр Анатольевич    | 25 февраля 1978  | Украина |
| 15            | Кудрявець Олег Валентинович     | 17 января 1980   | Украина |
| 17            | Дученко Иван Васильевич         | 9 февраля 1983   | Украина |
| 18            | Курносов Иван Александрович     | 16 июня 1983     | Украина |

## Рекорды
- Наибольшая победа в чемпионате — 2:0 («Динамо-3», 22 августа 1999, Винница, стадион Центрального парка культуры и отдыха)
- Наибольшее поражение в чемпионате — 6:0 («Галичина» (Дрогобыч), 26 сентября 1999, Дрогобыч, «Галичина»), 0:6 («Буковина», Винница, Центральный городской стадион)
- Наибольшая посещаемость домашнего матча — 1500 зрителей («Динамо-3», 22 августа 1999, Винница, стадион Центрального парка культуры и отдыха)
- Наименьшая посещаемость домашнего матча — 200 («Газовик» (Комарно), 17 июня 2000, Винница, Центральный городской стадион), 200 («Буковина», Винница, Центральный городской стадион)
- Наибольшее количество матчей — Виталий Поплавский и Олег Шыкир (по 27 матчей)
- Наибольшее количество забитых голов — Виталий Поплавский и Владимир Троян (по 5 голов)